# (5420) Jancis
(5420) Jancis – planetoida z pasa głównego asteroid okrążająca Słońce w ciągu 4 lat i 138 dni w średniej odległości 2,67 j.a. Została odkryta 15 maja 1982 roku w Obserwatorium Palomar. Nazwa planetoidy pochodzi od Jancisa Robinsona (ur. 1950), angielskiego pisarza i żurnalisty. Przed nadaniem nazwy planetoida nosiła oznaczenie tymczasowe (5420) 1982 JR1.